# 吕敏
吕敏（1931年4月20日—），男，江苏丹阳人，中国核物理学家。现任中国人民解放军总装备部系统工程研究所研究员，主要从事军备控制技术的研究。

## 生平
1952年毕业于浙江大学物理系。他早期曾在中国科学院近代物理研究所(后改称原子能研究所)从事基础研究，1959年起赴苏联在杜布纳联合原子核研究所工作。1962年回国后长期在新疆核试验基地工作，曾担任基地研究所副所长、基地科技委主任。1991年当选为中国科学院学部委员（院士）。

## 家庭
父亲是语言学家吕叔湘。